# Scaligeria gongylotaxis
Scaligeria gongylotaxis är en flockblommig växtart som beskrevs av Karl Heinz Rechinger. Scaligeria gongylotaxis ingår i släktet Scaligeria och familjen flockblommiga växter. Inga underarter finns listade i Catalogue of Life.